# 巴邱镇
巴邱镇，是中华人民共和国江西省吉安市峡江县下辖的一个乡镇级行政单位。

## 行政区划
巴邱镇下辖以下地区：
东门社区、南门社区、西门社区、北门村、晏家村、坳上村、何家村、蒋沙村、泗汾村、洲上村和油陂庙村。